# Берёзка (сеть магазинов)

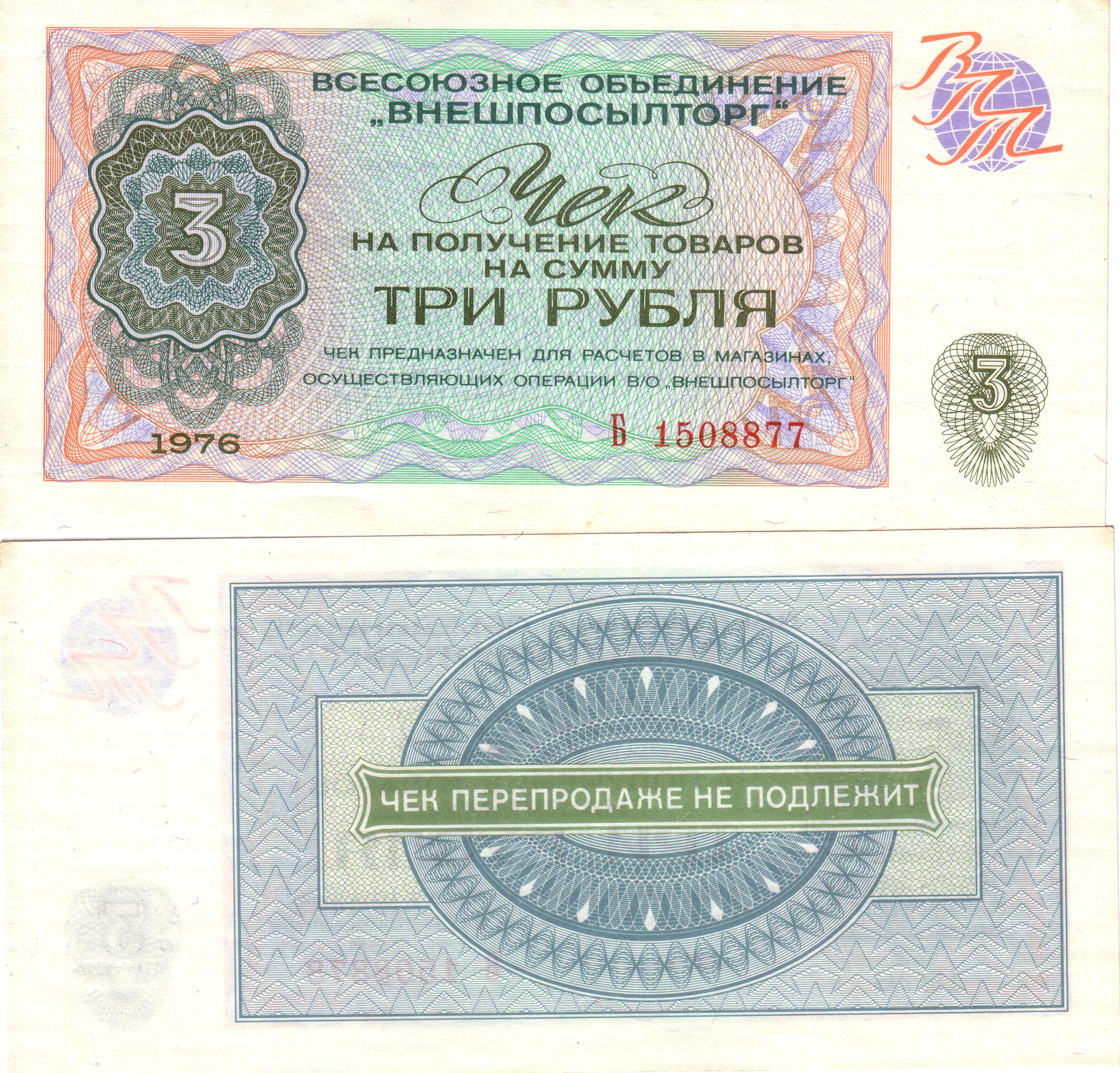
Чеки Внешпосылторга для торговли в магазинах «Берёзка»

«Берёзка» — сеть фирменных розничных магазинов в СССР, реализовывавших пищевые продукты и потребительские товары за иностранную валюту (иностранцам) либо за сертификаты, позднее — чеки Внешпосылторга и Внешторгбанка (советским загранработникам — дипломатическим, военным и техническим специалистам, в частности специалистам «Зарубежстроя» и членам их семей).
Существовала сеть «Берёзок», принимавших чеки серии «Д» для обслуживания дипломатического корпуса, а также сеть магазинов и киосков при гостиницах «Интуриста», принимавших иностранную валюту (продажа сувениров, мехов, продуктов, напитков и сигарет).
Магазины этой торговой сети существовали в Москве, Ленинграде, столицах союзных республик, а также в крупных областных центрах и некоторых портовых и курортных городах (в Волгограде, Выборге, Измаиле, Находке, Новосибирске, Новороссийске, Севастополе, Сочи и Ялте).

## История
Предшественником «Берёзок» считается сеть магазинов «Торгсина» (Всесоюзного объединения по торговле с иностранцами), существовавшая в 1931—1936 годах. Однако данная торговая сеть имела принципиальное отличие от «Берёзки», так как допускала и даже преимущественно была ориентирована на приём золото-валютных ценностей от самых широких слоёв советского населения. За годы работы «Торгсина» у населения было принято в оплату за пищевые продукты и товары около 270 млн. золотых рублей.
До формирования сети магазинов «Берёзка» обслуживанием загранработников занимались «спецотделы» при крупных столичных универмагах ГУМ, ЦУМ и «Москва». Например, в ГУМе такой «валютный» отдел размещался на закрытом для обычных посетителей третьем этаже. В подобных отделах производилась лишь выдача заранее заказанных по каталогу Внешпосылторга и оплаченных по безналичному расчёту через Внешторгбанк товаров (в том числе родственникам по доверенности). Такая система была крайне неудобной и негибкой, так как не позволяла обменивать товар (например, нельзя было даже поменять ботинки или пальто неподходящего размера). Поэтому в целях улучшения обслуживания советских загранработников и членов их семей с 1964 года была создана система магазинов «Берёзка», торговавшая за сертификаты (с 1977 года — за чеки).

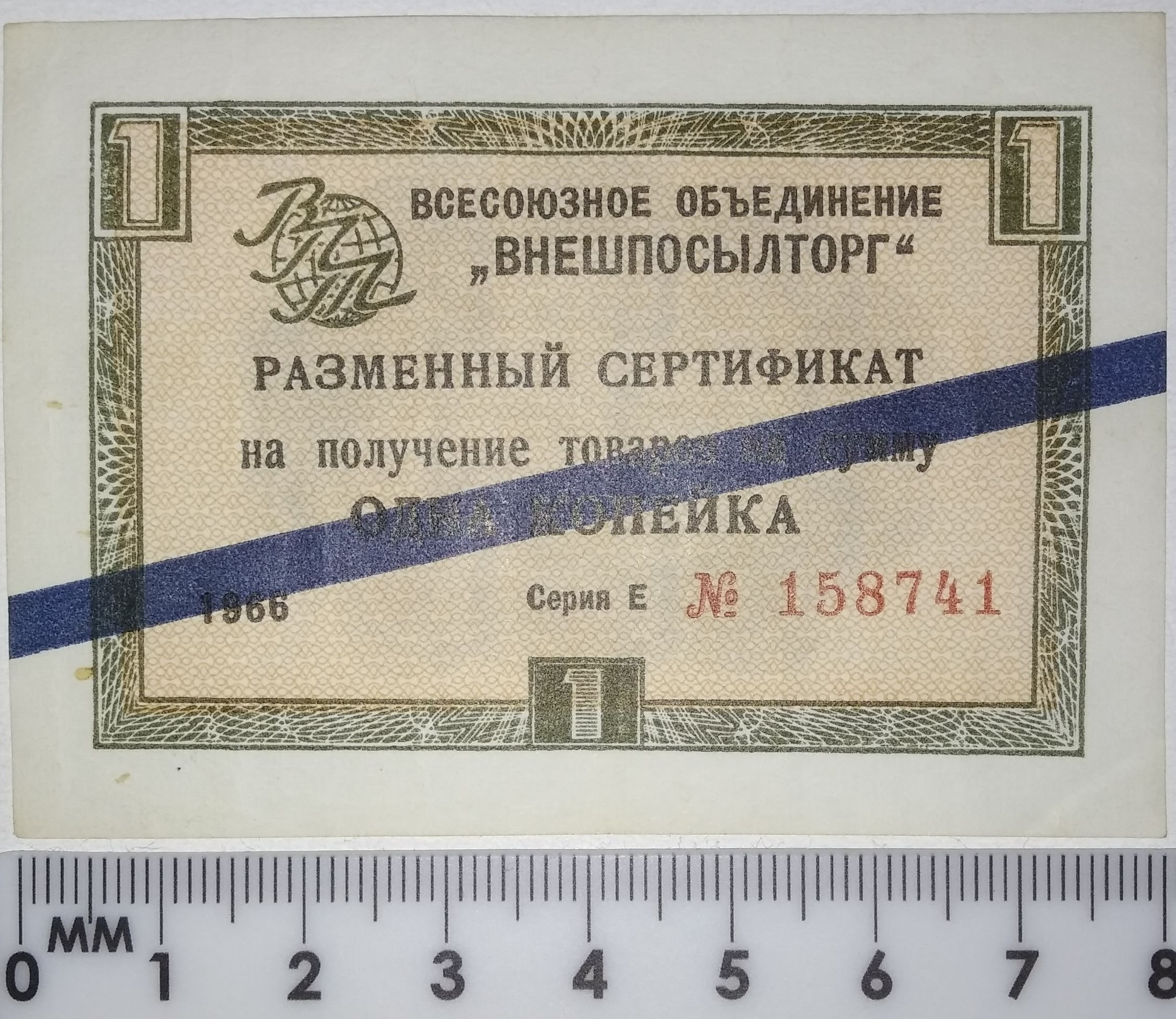
Разменный сертификат (с синей полосой) достоинством в одну копейку (1966)

Созданные в 1961 году в СССР «сертификатные», (а с 1 января 1977 года — «чековые») магазины «Берёзка» принадлежали сначала «Главювелирторгу», затем Всесоюзному объединению «Внешпосылторг» Министерства внешней торговли СССР.
Стандартный курс чека для официального обмена в банке: 1 рубль ВПТ = 1 рублю СССР. Только в чековых «Берёзках» реализовывался широкий набор разнообразных товаров — джинсов (стоимость — 120—180 рублей), а также японской техники — телевизоры Panasonic и Toshiba (от 1200 до 2000 чеков), кассетные магнитофоны Sanyo — (500 чеков) в конце 70-х (в последние годы работы системы преимущественно импортных), отсутствовали в обычных «рублёвых» магазинах. Валютные и чековые магазины этой торговой сети назывались «Берёзками» (Beriozka) в РСФСР, Казахстане. Во многих других республиках они носили и другие названия, связанные с характерным для данной республики деревом или другим символом (так, в Украинской ССР они назывались «Каштан», в Белорусской ССР — «Ивушка», в Азербайджанской ССР — «Чинар», в Эстонской ССР — «Альбатрос», в Латвийской ССР — «Дзинтарс» (латыш. Dzintars — янтарь)), в Армянской ССР — «Ахавни» (арм. Աղավնի — голубь) и в Грузинской ССР «Цицинатела» («Светлячок» по-грузински).
При этом цены в магазинах «Берёзка» были значительно завышенными. Так, например, в 1961 году шерстяная кофта в США, по данным Министерства торговли РСФСР, стоила 8 долларов, а в «Берёзке» — 18, килограмм плиточного шоколада в США стоил 1,5 доллара, а в «Берёзке» — 15.

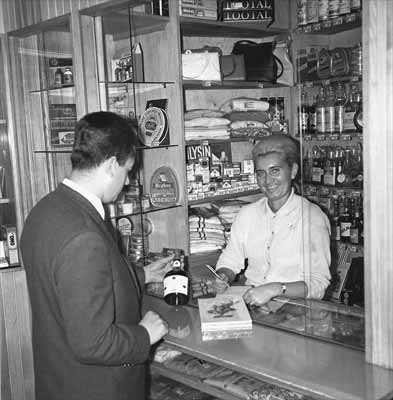
Прилавок в польском «Pewex».

В странах СЭВ существовали подобные сети магазинов — Tuzex в ЧССР, Pewex и Baltona в ПНР, Кореком в НРБ, Intershop в ГДР, Dollar store на Кубе, Comturist в СРР.
Система расчётов в «Берёзках» за фактически параллельную советскую валюту породила в 1980-х годах в крупных городах обширный чёрный рынок по обмену чеков на советские рубли, тесно связанный с фарцовкой. «Менялы» и «валютчики», занимавшиеся этой нелегальной операцией, зачастую применяли и мошенничество — отъём (кражу под видом их обмена) либо «ломку» (передачу меньшего количества, чем было оговорено) чеков, и назывались «ломщиками чеков».
Михаил Восленский писал:

В московской телефонной книге названы филиалы № 1 и № 2 магазина «Березка» № 4 и помечено: «Население не обслуживается». А кто же тогда? Привилегированные. Вы — привилегированный — и пришли в такой спецмагазин. Вахтер у входа смотрит на вас оценивающим взглядом: относитесь вы к «контингенту» или просто обнаглевший советский гражданин, которого надо одернуть, чтобы не садился не в свои сани? Если вы хорошо одеты, у вас солидный вид, заграничные вещи и вы на него не обращаете внимания, он вас пропустит. В противном случае он спросит, куда вы идете, и предложит выйти вон. И вы беззвучно выйдете, потому что знаете: иначе будут неприятности. Вам, советскому гражданину, указали ваше место.

В январе 1988 года Правительство СССР объявило о ликвидации системы торговли за чеки в ходе кампании «по борьбе с привилегиями» и «за социальную справедливость» (это являлось одним из процессов «Перестройки» и «Гласности»), и сеть «Берёзок» была ликвидирована. При этом возник ажиотажный спрос и значительные очереди: владельцы чеков пытались любыми способами избавиться от них до даты объявленного закрытия.
В 1988—1989 годах торговля в бывших чековых «Берёзках» осуществлялась по безналичной системе. Торговля за наличную валюту для иностранцев осуществлялась в существовавшей параллельно сети магазинов под тем же названием; с мая 1989 года обе системы «Берёзок» были объединены и торговали только за наличную иностранную валюту. Вплоть до 1991 года, когда советское правительство было вынуждено пересмотреть курс советского рубля, что породило множественность курсов иностранных валют к рублю (официальный, коммерческий, курс по расчётам со странами СЭВ, туристический, биржевой и курс чёрного рынка), цены в валютных «Берёзках» указывались в так называемых инвалютных рублях; однако при наличных расчётах итоговые суммы пересчитывались в принимавшиеся к оплате свободно конвертируемые валюты (с использованием популярной тогда аббревиатуры «СКВ»), расчёты же банковскими карточками American Express, Visa, Eurocard, Diners Club и JCB всегда происходили в валюте США. Допускалось принимать в оплату 19 твёрдых иностранных валют (доллары США, немецкие и финляндские марки, фунты стерлингов Соединённого Королевства, французские, швейцарские и бельгийские франки, нидерландские гульдены, датские, шведские и норвежские кроны, австрийские шиллинги, итальянские лиры, японские иены, испанские песеты, португальские эскудо, канадские и сингапурские доллары и — до момента распада СФРЮ — югославские динары), в том числе металлические монеты. Пересчёт производился по официальному курсу Госбанка СССР. Валютная выручка подлежала ежедневной обязательной инкассации в полном объёме, за исключением небольших сумм размена, общая ценность которых не должна была превышать пятидесяти инвалютных рублей на каждого кассира, имевшего свой личный сейф на рабочем месте. Во избежание переоценок иностранных валют по отношению друг к другу и возможных злоупотреблений этим со стороны работников магазинов хранение в сейфе иных валют, кроме долларов США, не допускалось.
В 1991 году были упразднены сразу два внешнеторговых объединения — Совинвалютторг и Внешпосылторг, а магазины «Берёзка» были переданы в непосредственный ведомственный контроль Министерства внешнеэкономических связей СССР (МВЭС). В середине 1990-х приватизированная сеть магазинов «Берёзка» была ликвидирована как нерентабельная.
Кроме «Берёзок» Внешпосылторга, с середины 1960-х до 1992 года в портовых городах СССР существовали чековые магазины «Альбатрос» системы «Торгмортранса» Министерства морского флота СССР, которые обслуживали советских моряков, ходивших в заграничные рейсы. Остаток валюты, полученной во время рейса, моряки должны были обменивать на отрезные чеки Внешэкономбанка серии «А», за которые могли покупать товары в «Альбатросах», а если они проживали не в портовых городах — то и в магазинах сети «Берёзка».
До 1990 года рядовые советские граждане (исключая дипломатов и высокопоставленных номенклатурных работников, рассчитывавшихся в таких магазинах чеками Внешэкономбанка серии «Д») не имели права легально пользоваться ими, так как валюта, заработанная за границей или другими легальными путями поступившая в собственность граждан СССР, должна была быть в обязательном порядке обменена через безналичный счёт в инвалютных рублях во Внешторгбанке СССР на сертификаты (позже чеки) Внешторгбанка или Внешпосылторга, которыми можно было расплатиться в чековых «Берёзках». Лишь в 1991 году граждане СССР получили право легально владеть официально заработанной иностранной валютой и, соответственно, рассчитываться ею напрямую в валютных «Берёзках» — такое право им было предоставлено Письмом Государственного банка Союза ССР от 24.V.91 года № 352 «Основные положения о регулировании валютных операций на территории СССР» (Раздел VII «Розничная торговля и оказание услуг гражданам за иностранную валюту на территории СССР»).
Подвести итог работе данного предприятия советской торговли не представляется возможным даже историкам, так как в настоящий момент все архивы, включая бухгалтерские документы, остаются секретными с продлением сроков на 30 лет от 12 марта 2014 года заключением Межведомственной комиссии по защите государственной тайны (утверждено Указом Президента РФ от 6 октября 2004 г. № 1286). В связи с этим официально не озвучено целей создания, как и причин предоставления так называемым твёрдым иностранным валютам статуса законного платёжного средства в ограниченной сети розничной и оптовой торговли на территории СССР.

## В современной России
Хождение наличной иностранной валюты в предприятиях торговли и общественного питания на территории современной Российской Федерации было прекращено 01.01.1994 г. письмом Банка России от 01.10.1993 г. № 56 «Об изменении порядка реализации гражданам на территории Российской Федерации товаров (работ, услуг) за иностранную валюту»; однако впоследствии Банк России письмом от 27.12.1993 г. № 67 «О некоторых вопросах порядка обращения наличной иностранной валюты на территории Российской Федерации» прямо разрешил оборот наличной иностранной валюты в зонах особого таможенного контроля в местах отправления и прибытия средств транспорта в международном авиа-, автомобильном и железнодорожном сообщении, а также приём наличной иностранной валюты в качестве средства платежа от российских и иностранных граждан представительствами иностранных авиакомпаний на территории Российской Федерации.
Положением Банка России от 15.08.1997 г. № 503 «О прекращении на территории Российской Федерации расчётов в иностранной валюте за реализуемые физическим лицам товары, работы, услуги» с 10.10.1997 г. были запрещены расчёты в валюте США посредством использования банковских карт, а с 01.01.1998 г. иностранные авиакомпании окончательно лишились права принимать в оплату иностранную валюту на территории Российской Федерации. Тем самым была поставлена точка в хождении иностранных валют на территории России в качестве законного средства платежа для некоторых операций по реализации физическим лицам товаров, работ и услуг.
В настоящее время физические лица могут оплачивать в иностранной валюте — как наличными, так и посредством банковских карт, — товары, работы и услуги в зонах таможенного контроля (в аэропортах, портах, открытых для международного сообщения, и иных местах, определяемых таможенными органами Российской Федерации) без взимания таможенных пошлин, налогов и без применения к товарам мер экономической политики (главным образом это касается товаров, приобретаемых в магазинах беспошлинной торговли).
В августе 2022 года правительство Российской Федерации выпустило постановление, предусматривающее возможность открытия с 27 августа в Москве и Санкт-Петербурге магазинов беспошлинной торговли для дипломатических работников, сотрудников международных организаций и членов их семей. По словам члена Совета Федерации Владимира Джабарова, «такие магазины станут дополнительным источником получения валюты» для страны.

## В популярной культуре
- В 1968 Е. Евтушенко написал стихотворение «Русское чудо» о старухе, попавшей в валютный магазин и вообразившей, что она может купить в нём продукты за советские рубли[7],

…но явился страж и, полный сил:

«Есть сертификаты?» — вопросил.

Та не поняла: «Чего, сынок?»

А сынок ей показал порог.

Он-то знал, в охранном деле хват,

пропуск в коммунизм — сертификат.

И без самой малой укоризны

выстуженной снежною Москвой

тетя Глаша шла из коммунизма

сгорбленно, с авоською пустой.

- В песне В. Высоцкого «Поездка в город» («Я самый непьющий из всех мужуков…»[9]; написана в начале 1969 года) описывается посещение наивным провинциалом валютного магазина «Берёзка»:

… Да что ж мне,— пустым возвращаться назад?

Но вот я набрёл на товары.

— Какая валюта у вас? — говорят.

— Не бойсь, — говорю,— не долла́ры!

Так что, растворимой мне махры,

Зять подохнет без икры;

Тестю, мол, даёшь духи для опохмелки!

Двум невесткам — всё равно,

Мужу сестрину — вино;

Ну а мне — вот это, жёлтое, в тарелке.

Не помню про фунты, про «стерв инги» слов,

Сражённый ужасной догадкой:

Зачем я тогда проливал свою кровь,

Зачем ел — тот список на 8 листов,

Зачем — мне рубли за подкладкой?…

- В мультсериале «Ну, погоди!» (в 18 выпуске) основной сюжет происходит в супермаркете «Берёзка в Лужниках».